# HD183831
HD183831 — хімічно пекулярна зоря спектрального класу A, що має видиму зоряну величину в смузі V приблизно  9,3.
Вона  розташована на відстані близько 1309,9 світлових років від Сонця.